# Adolf Stein (Segler)
Adolf Friedrich Stein (* 19. Januar 1931 in Kiel; † 15. Juli 2022 ebenda) war ein deutscher Regattasegler.

## Werdegang
Adolf Stein wurde mit Ludwig Bielenberg und Skipper Hans Lubinus bei den Olympischen Spielen 1956 in Melbourne in der Regatta mit der 5,5-m-R-Klasse Zehnter. Stein war Mitglied im Kieler Yacht-Club.